# Komisariat Straży Granicznej „Sierakowice”
Komisariat Straży Granicznej „Sierakowice” – jednostka organizacyjna Straży Granicznej pełniąca służbę ochronną na granicy państwowej w latach 1928–1939.

## Formowanie i zmiany organizacyjne
Rozporządzeniem Prezydenta Rzeczypospolitej Polskiej Ignacego Mościckiego z 22 marca 1928, do ochrony północnej, zachodniej i południowej granicy państwa, a w szczególności do ich ochrony celnej, powoływano z dniem 2 kwietnia 1928 Straż Graniczną.
Rozkazem nr 2 z 19 kwietnia 1928 w sprawie organizacji Pomorskiego Inspektoratu Okręgowego dowódca Straży Granicznej gen. bryg. Stefan Pasławski przydzielił komisariat „Sierakowice” do Inspektoratu Granicznego nr 6 „Kościerzyna” i określił jego strukturę organizacyjną. 
Rozkazem nr 12 z 10 stycznia 1930 w sprawie reorganizacji Pomorskiego Inspektoratu Okręgowego dowódca Straży Granicznej płk Jan Jur-Gorzechowski ustalił nową organizację komisariatu.
Rozkazem nr 3 z 27 lipca 1936 w sprawach reorganizacji placówek i zmian przydziałów, dowódca Straży Granicznej płk Jan Gorzechowski zmienił nazwę placówki I linii „Dolina Jadwigi” na „Gawidlino” .
Rozkazem nr 4 z 26 września 1936 w sprawach przeniesienia siedzib i likwidacji posterunków zlikwidowano posterunek SG „Chmielno”.

## Służba graniczna
Kierownik Pomorskiego Inspektoratu Okręgowego Straży Granicznej mjr Józef Zończyk w rozkazie organizacyjnym nr 2 z 8 czerwca 1928 udokładnił linie rozgraniczenia komisariatu. Granica północna: kamień graniczny nr 1; granica południowa: kamień graniczny nr 136.
Sąsiednie komisariaty
- komisariat Straży Granicznej „Linja” ⇔ komisariat Straży Granicznej „Lipusz” − 1928

## Funkcjonariusze komisariatu
| Kierownicy/komendanci komisariatu | Kierownicy/komendanci komisariatu | Kierownicy/komendanci komisariatu | Kierownicy/komendanci komisariatu |
| stopień                           | imię i nazwisko                   | okres pełnienia służby            | kolejne stanowisko                |
| --------------------------------- | --------------------------------- | --------------------------------- | --------------------------------- |
| podkomisarz                       | Tadeusz Chełmecki                 | 8 VIII 1928 -                     |                                   |
| podkomisarz                       | Jan Ostruszka                     | 1 VIII 1938 -                     |                                   |
| aspirant                          | Kazimierz Witrylak                | – 14 VI 1939                      | komendant komisariatu „Lipusz”    |
| aspirant                          | Zbigniew Hadas                    | 14 VI 1939 –                      |                                   |
| Zastępcy komendanta komisariatu   |                                   |                                   |                                   |
| starszy strażnik                  | Marian Witkowski                  | 1 V 1939 –                        |                                   |

## Struktura organizacyjna
Organizacja komisariatu w kwietniu 1928:
- komenda − Sierakowice
- podkomisariat Straży Granicznej „Sulęczyn”
- placówka Straży Granicznej I linii „Pałubice”
- placówka Straży Granicznej I linii „Łyśniewo”
- placówka Straży Granicznej I linii „Wilhelminental”
- placówka Straży Granicznej I linii „Bawarnica”
- placówka Straży Granicznej I linii „Chośnica”
- placówka Straży Granicznej I linii „Jamno”
- placówka Straży Granicznej II linii „Sierakowice”
- placówka Straży Granicznej II linii „Sulęczyn”

Organizacja komisariatu w styczniu 1930:
- komenda − Sierakowice
- placówka Straży Granicznej I linii „Kamienica”
- placówka Straży Granicznej I linii „Załakowo”
- placówka Straży Granicznej I linii „Łyśniewo”
- placówka Straży Granicznej I linii „Dolna Jadwigi” → w 1936 zmieniono na Gawidlino
- placówka Straży Granicznej II linii „Sierakowice”[b]

Organizacja komisariatu w 1936:
- komenda − Sierakowice
- placówka Straży Granicznej II linii Sierakowice
- placówka Straży Granicznej I linii Kamienica
- placówka Straży Granicznej I linii Załakowo
- placówka Straży Granicznej I linii Łyśniewo
- placówka Straży Granicznej I linii Gowidlino